# Stömmatjärnen
Stömmatjärnen är en sjö i Ljusdals kommun i Hälsingland och ingår i Ljusnans huvudavrinningsområde. Sjön har en area på 0,066 kvadratkilometer och ligger 302,3 meter över havet. Sjön avvattnas av vattendraget Holån.

## Delavrinningsområde
Stömmatjärnen ingår i det delavrinningsområde (685789-150034) som SMHI kallar för Ovan Kullran. Medelhöjden är 240 meter över havet och ytan är 62,23 kvadratkilometer. Det finns inga avrinningsområden uppströms utan avrinningsområdet är högsta punkten. Holån som avvattnar avrinningsområdet har biflödesordning 2, vilket innebär att vattnet flödar genom totalt 2 vattendrag innan det når havet efter 138 kilometer. Avrinningsområdet består mestadels av skog (70 procent) och sankmarker (17 procent). Avrinningsområdet har 0,14 kvadratkilometer vattenytor vilket ger det en sjöprocent på 0,2 procent.